# 싱가포르 성공회
싱가포르 성공회(Diocess of Singapore)는 동남아시아 성공회 관구교회(Church of the Province of South East Asia)의 교구에 속한 싱가포르의 성공회이다. 부교구(Deanery)는 베트남, 캄보디아, 인도네시아, 라오스, 타이, 네팔에 있다. 1881년 성 안드레아 교회(St. Andrew’s Church)가 설립되면서 신설된 싱가포르 성공회는 동남아시아 성공회 관구교회 대주교와 싱가포르 성공회의 존 츄 히앙 체아 대주교(The Most Reverend Dr John Chew Hiang Chea)의 지도를 받고 있다.

## 교구
- 성 앤드류 주교좌 성당(St Andrew’s Cathedral)
- 제성교회(All Saints’ Church)
- 왕이신 그리스도 교회(Chapel of Christ the King)
- 구세주(Redeemer)이신 그리스도 교회(Chapel of Christ the Redeemer)
- 성령교회(Chapel of the Holy Spirit)
- 부활교회(Chapel of the Resurrection)
- 그리스도 교회Christ Church
- 우리의 구세주 교회(Church of Our Saviour)
- 승천교회(Church of the Ascension)
- 공현(Epiphany,예수가 자신을 공적으로 드러낸 사건)교회(Church of the Epiphany)
- 선한 목자 교회Church of the Good Shepherd
- 올바른 빛 교회(Church of the True Light)
- 성령 교구 교회(Holy Trinity Parish)
- 우드랜즈 그리스도 교회(Light of Christ Church Woodlands)
- 마린 퍼레이드 센터(Marine Parade Christian Centre)
- 나의 구주 교회(My Saviour’s Church)
- 성 안드레아 커뮤니티 교회(St Andrew’s Community Chapel)
- 성 조지 교회(St George’s Church)
- 성 힐다 교회(St Hilda’s Church)
- 성 야고보 교회(St James’ Church)
- 성 요한 교회(St John’s Chapel)
- 성 요한과 마가렛 교회(St John’s–St Margaret’s Church)
- 성 마태오 교회(St Matthew’s Church)
- 성 바우로 교회(St Paul’s Church)
- 성 베드로 교회(St Peter’s Church)
- 야이슌 그리스도교회(Yishun Christian Church)

## 싱가포르 성공회에서 세운 복지시설

### 학교
- 성공회 고등학교(Anglican High School)
- 그리스도교회 중등학교(Christ Church Secondary School)
- 성 힐다 초등학교(Saint Hilda's Primary School)
- 성 힐다 중등학교(Saint Hilda's Secondary School)
- 성 마가렛 초등학교(St. Margaret's Primary School)
- 성 마가렛 중등학교(St. Margaret's Secondary School)
- 성 안드레아 주니어 스쿨(Saint Andrew's Junior School)
- 성 안드레아 중등학교(Saint Andrew's Secondary School)
- 성 안드레아 주니어 칼리지(Saint Andrew's Junior College)

### 병원
- 성 안드레아 선교병원(St Andrew’s Mission Hospital (SAMH))

## 같이 보기
- 잉글랜드 국교회